# Nothocnide
Nothocnide es un género botánico con 4 especies de plantas de flores perteneciente a la familia Urticaceae.

## Especies seleccionadas
- Nothocnide discolor
- Nothocnide melastomatifolia
- Nothocnide mollissima
- Nothocnide repanda

## Sinónimo
- Pseudopipturus